# 伞房乳苣
伞房乳苣（学名：Mulgedium umbrosum）为菊属乳苣属的植物，为中国的特有植物。分布于中国大陆的云南等地，生长于海拔1,200米的地区，一般生于河谷，目前尚未由人工引种栽培。